# 福島県道70号福島吾妻裏磐梯線
福島県道70号福島吾妻裏磐梯線（ふくしまけんどう70ごう ふくしまあづまうらばんだいせん）は、福島市本町から北塩原村の裏磐梯をつなぐ県道（主要地方道）である。

## 概要
福島市から吾妻山を超え裏磐梯地域に至る路線であり、かつては一部区間が磐梯吾妻道路、第二磐梯吾妻道路という有料道路であったがどちらも2013年に無料開放された。福島市本町のあづま陸橋東交差点を起点とし、あづま陸橋でJR東北本線の線路を渡り、福島駅西口駅前を通り吾妻山へと向かい西進する。福島駅前の東西をつなぐ幹線道路として、また福島市西部地区の住宅街と福島市街地をつなぐ幹線道路として重要な道路となっている。市内吾妻地区に入るとフルーツラインと同様に扇状地に果樹園が多く立ち並ぶ。その後県道は吾妻山の山肌をつづら折りを繰り返しながら駆け上がり高湯温泉、そして浄土平擁する磐梯吾妻スカイラインの区間へと至る。土湯峠からは国道115号旧道区間であり、横向温泉や箕輪スキー場を経て国道115号土湯道路に至り、猪苗代町高森まで重複区間となる。高森で国道から分岐すると磐梯吾妻レークライン区間となり、中津川渓谷など豊な原生林の風景を抜けながら裏磐梯地域の国道459号へと至る。磐梯吾妻スカイラインから磐梯吾妻レークラインにかけての区間は国内有数の山岳観光道路として人気が高い。起点から福島駅西口入口までは片側2〜3車線、その他の区間は片側1車線で供用されている。

### 路線データ
- 起点：福島市本町
- 終点：耶麻郡北塩原村桧原字剣ケ峯
- 総延長：73.274 km[1]
  - 実延長：71.390 km

## 歴史
- 1993年（平成5年）5月11日 - 建設省から、県道福島吾妻裏磐梯線が福島吾妻裏磐梯線として主要地方道に指定される[2]。福島県によって現在の路線名が認定される[3]。

## 路線状況
秋元湖北側湖畔から小野川湖を結んでいる磐梯吾妻レークライン区間は、曲がりくねったワインディングロードで、道幅はそれほど広くはないが半径が小さいカーブは少なめで走りやすい。冬季閉鎖される区間があり、11月下旬から4月下旬までの期間は通行止めとなる。

### 通称
- 磐梯吾妻スカイライン（福島県福島市町庭坂〈高湯温泉〉 - 耶麻郡猪苗代町大字若宮〈福島県道30号本宮土湯温泉線交点〉）
- 磐梯吾妻レークライン（耶麻郡猪苗代町大字若宮 - 耶麻郡北塩原村大字桧原）

### 重用路線
- 福島県道30号本宮土湯温泉線（耶麻郡猪苗代町若宮字横向山甲（磐梯吾妻スカイライン土湯ゲート）～同郡同町若宮字朴木平）
- 国道115号（耶麻郡猪苗代町若宮字朴木平～同郡同町若宮字高森甲）

### 冬期交通不能区間
- 福島市町庭坂字高湯（旧磐梯吾妻スカイライン高湯ゲート） - 同市土湯温泉町字土湯（旧磐梯吾妻スカイライン土湯ゲート）（延長27.2km）
- 福島市町庭坂字神ノ森 - 耶麻郡猪苗代町若宮字横向山（上ノ湯橋）（延長2.8km）
- 耶麻郡猪苗代町若宮字横向山（国道115号立体交差） - 同郡同町若宮字岩弓（国道115号交差点）（延長1.8km）
- 耶麻郡猪苗代町若宮字高森 - 同郡同町若宮字吾妻山（延長4.2km）
- 耶麻郡猪苗代町若宮字吾妻山 - 同郡北塩原村桧原字剣ヶ峰（延長11.8km）

### 道路施設
あづま陸橋
二子塚橋
- 全長：83.9m
- 幅員：6.7m
- 竣工：1965年

二子塚橋歩道橋
- 全長：83.9m
- 幅員：3.1m
- 竣工：1973年

福島市上野寺字下平場、二子塚字原畑から字北原に位置し、一級水系阿武隈川水系天戸川を渡る。下り線側に人道橋が架設されている。
不動沢橋
小倉川橋
新大倉川橋
中津川橋

## 地理
福島県会津地方の裏磐梯に位置するの秋元湖と小野川湖や、その北東側に位置する東吾妻山、吾妻小富士、浄土平と福島市街地を結んでいる。秋本湖の湖畔から秋本湖を望む場所は限られるが、この道が秋元湖の最も近い場所を通過している。秋元湖と小野川湖の中間地点にある中津川渓谷は、橋の脇の駐車場があり渓谷美を臨む紅葉の名所になっている。秋元湖の北西側の山の稜線に沿った道路から、秋元湖や磐梯山を遠望することができ、涼風峠で小野川湖を中心とした絶景を見ることができる。

### 通過する自治体
- 福島県
- 福島市 - 耶麻郡猪苗代町 - 耶麻郡北塩原村

### 交差する道路
- 福島市内

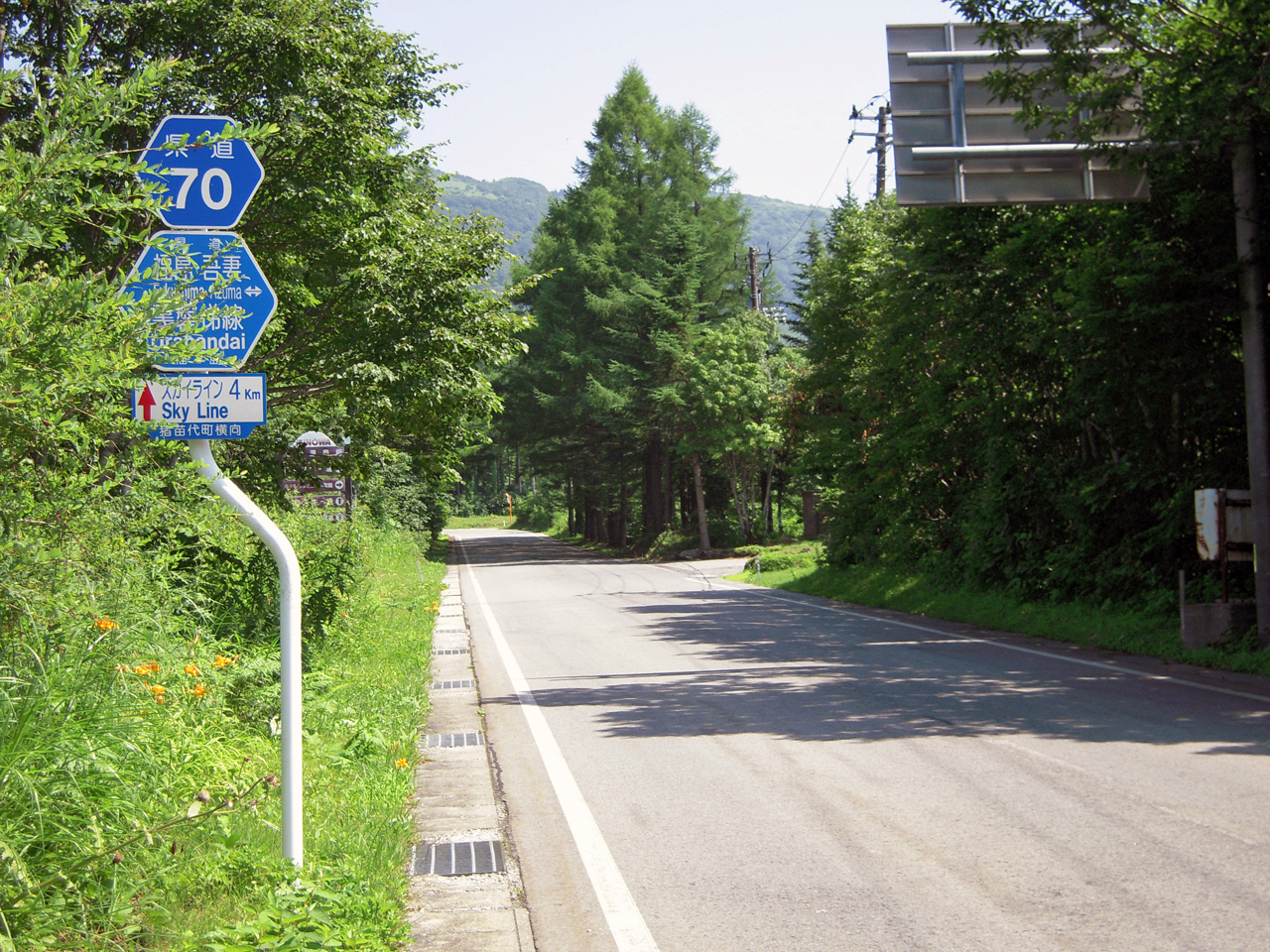
猪苗代町横向付近（2008年8月）

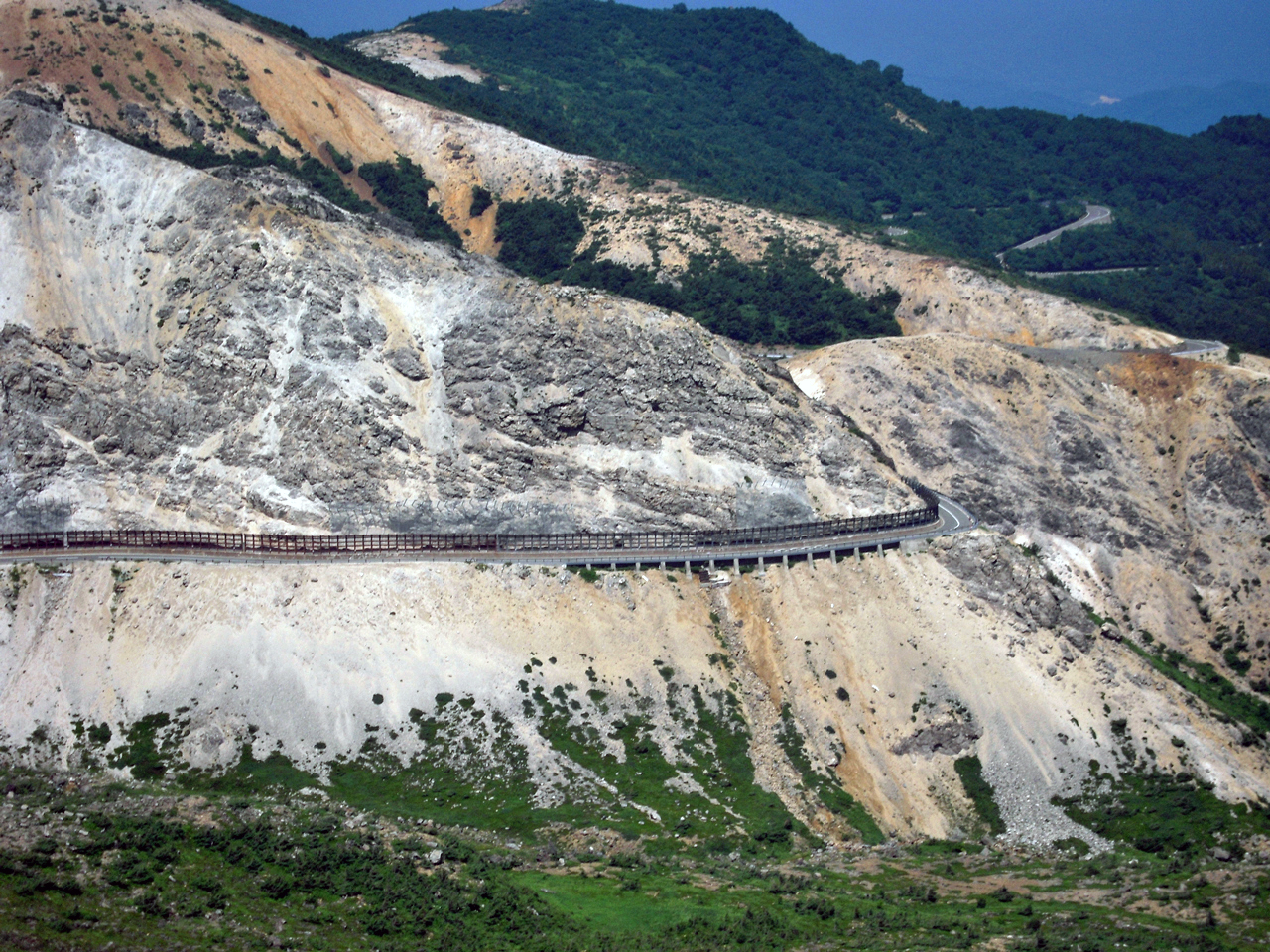
磐梯吾妻スカイライン区間は吾妻山の山肌を縫うように通る（2008年8月）

  - 国道13号・福島県道3号福島飯坂線[7]（本町（あづま陸橋東交差点） 起点）
  - 福島県道126号福島微温湯線（太田町）
  - 国道13号福島西道路（南中央（テレビユー福島東交差点））
  - 福島県道5号上名倉飯坂伊達線（在庭坂字薬師田（庭塚交差点））
- 猪苗代町内
  - 福島県道30号本宮土湯温泉線（若宮字横向山甲（磐梯吾妻スカイライン土湯ゲート））
  - 国道115号土湯バイパス（若宮字横向山）
  - 国道115号土湯バイパス 福島市方面（若宮字岩弓（福島県道30号本宮土湯温泉線 終点））
- 北塩原村内
  - 国道459号（桧原字剣ケ峯 終点）

### 沿線施設
- 福島民報社本社
- イトーヨーカドー福島店
- ホテル福島グリーンパレス
- 福島駅西口
- 立正佼成会福島教会
- テレビユー福島本社
- 高湯温泉
- 吾妻山
  - 吾妻小富士
  - 一切経山
- 横向温泉
- 箕輪スキー場
- 中津川渓谷
- 秋元湖
- 小野川湖